# Henrik Morén
Henrik Hjalmar Simon Morén (5 de janeiro de 1887 — 31 de janeiro de 1956) foi um ciclista sueco. Representou a Suécia em duas provas de ciclismo de estrada nos Jogos Olímpicos de Verão de 1912, disputadas na cidade de Estocolmo.